# Ronald Dworkin
Pour les articles homonymes, voir Dworkin.
Ronald Myles Dworkin est un philosophe américain, né le 11 décembre 1931 à Worcester, Massachusetts (États-Unis) et mort le 14 février 2013  à Londres, d'une leucémie,,,. Il était professeur à Londres et New York. Il est connu comme l'un des plus grands spécialistes de la philosophie du droit.
Son travail porte sur la théorie du droit. Dworkin peut être considéré dans ce domaine comme le philosophe le plus connu depuis Herbert Hart avec qui il a entretenu un dialogue critique. En effet, son effort majeur est une critique du positivisme. C'est également un interlocuteur privilégié d'un autre philosophe contemporain qui accorde de plus en plus de place au droit comme Jürgen Habermas.
Il est aussi célèbre pour ses contributions à la New York Review of Books.
Il a reçu le prix Holberg pour l'ensemble de son œuvre en 2007 et le prix Balzan pour la philosophie du droit en 2012.

## Biographie

### Jeunesse et études

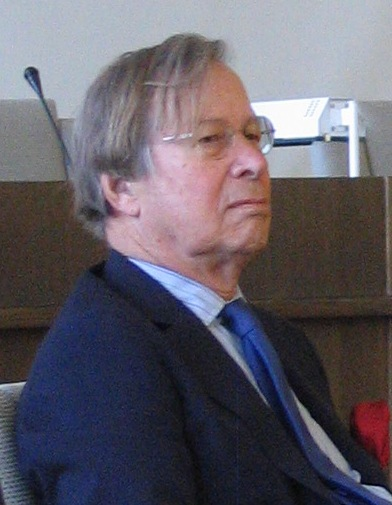
Ronald Dworkin.

Ronald Dworkin est le fils de David Dworkin et Madelene Talamo. Ses parents se séparent alors qu'il est encore bébé. Sa mère était pianiste et a enseigné le piano à Providence dans le Rhode Island, où Ronald Dworkin a grandi.
Ronald Dworkin est admis à l'université Harvard, où il étudie la philosophie avec Willard Van Orman Quine. Il étudie ensuite le droit à la faculté de droit de Harvard ainsi qu'à l'université d'Oxford, où il a été un élève de Sir Rupert Cross grâce à une bourse Rhodes. Dworkin a travaillé avec le juge Learned Hand à la Cour d'appel fédérale des États-Unis. Ce dernier dira plus tard de Dworkin qu'il a été un des meilleurs employés qu'il ait eu. De son côté, Dworkin dira du juge Hand qu'il a exercé une énorme influence sur lui. 

### Parcours professionnel
Après avoir été avocat chez Sullivan et Cromwell, un grand cabinet de New York, Dworkin devient professeur de droit à l'université Yale, où il occupe la chaire Wesley N. Hohfeld de théorie du droit.
En 1969, Dworkin est nommé titulaire  à l'université d'Oxford, où il succède à Herbert Hart, et est élu enseignant-chercheur (Fellow). Après son départ d'Oxford, Dworkin devient professeur de jurisprudence à Londres, puis à l'Université de New York, où il enseigne depuis la fin des années 1970.
Son premier ouvrage, Taking Rights seriously, publié en 1977, rencontre un succès immédiat et est tout de suite considéré comme le livre de philosophie du droit le plus important depuis  The Concept of Law (1961) de Herbert Hart.
Dans Life's Dominion (1993), il aborde le problème de l'avortement.
En décembre 2011, il donne une série de trois conférences à l'université de Berne dans le cadre des « Einstein Lectures » intitulées « Religion without God ».
En 2012, il reçoit le prix Balzan pour la théorie et philosophie du droit « pour ses contributions fondamentales à la théorie générale du droit, caractérisées par la profondeur de l'analyse, la clarté de l'argumentation et l'originalité des résultats, dans une interaction constante et féconde avec les théories morales et politiques et la pratique du droit. »

### Vie privée
Il épouse Betsy Ross en 1958 avec qui il a eu deux enfants. Après la mort de Betsy en 2000, il se remarie avec Irene Brendel, l'ancienne épouse du pianiste Alfred Brendel.

## Pensée
S'opposant à son maître et prédécesseur à Oxford, Herbert Hart, Dworkin s'est toujours attaché à défendre le lien entre droit et morale. Ainsi, il défend l'idée qu'il existe un droit naturel mais à l'inverse de la majorité des défenseurs du droit naturel, il le fait avec un point de vue de gauche,. Son premier ouvrage majeur, Taking Rights Seriously (1977), défend l'importance morale des droits individuels face au positivisme juridique, d'une part, et à l'utilitarisme d'autre part. Et dans Law's Empire (1986), il propose une compréhension herméneutique de la fonction du juge : le juge, lorsqu'il doit trancher des cas difficiles doit appuyer sa décision sur une interprétation de l'histoire du droit dans sa communauté politique et de la moralité collective sous-jacente à cette évolution du droit.
Puis, évoluant progressivement de la philosophie du droit à la philosophie politique, Dworkin élabore une théorie libérale de l'égalité. Aucun gouvernement n'est légitime, affirme-t-il, s'il ne traite pas tous ses citoyens comme des égaux, en manifestant à leur égard un égal respect et une égale attention. Traiter les citoyens comme des égaux, précise-t-il, ne signifie pas leur offrir un traitement égal. En effet, toute conception plausible de la justice doit être sensible à la responsabilité individuelle. Si une personne fait le choix de travailler moins que les autres, par exemple, il est normal, aux yeux de Dworkin, qu'elle bénéficie de moins de ressources. C'est là qu'intervient la distinction fondamentale entre ce qui relève des choix individuels et ce qui relève du hasard des déterminations (sociales et biologiques). Dworkin défend un « égalitarisme de la chance » qui repose sur l'idée que les individus doivent assumer les conséquences des risques qu'ils prennent ou des choix qu'ils posent, mais que l'État doit redistribuer les profits et compenser les inégalités liées à la chance pure.

## Prises de positions

### Objection de conscience
En pleine guerre du Viêt Nam, il prend la défense des objecteurs de conscience qui refusent de se rendre à la guerre dans la New York Review of Books. À ceux qui invoquent l'argument qu'une société ne peut perdurer si elle tolère toutes les formes de désobéissance, il répond que rien ne prouve qu'une société va s'effondrer si elle tolère certaines formes de désobéissance.

### Discrimination positive
À l'occasion du cas opposant les régents de l'université de Californie à Allan Bake (en) sur lequel la cour suprême des États-Unis se prononce en octobre 1977, Ronald Dworkin prend la défense du programme de discrimination positive mis en place par l'école de médecine de l'université de Californie qu'Allan Bakke, un étudiant blanc refusé à l'université, avait remis en cause auprès de la cour suprême de Californie.

### Autres
En 1987, il prend position, toujours dans les colonnes de la New York Review of Books, contre la nomination par Ronald Reagan du juge Robert Bork à la cour suprême des États-Unis.

## Publications

### Ouvrages
- 1977 : Taking Rights Seriously
  - Traduction française par M.J. Rossignol et al. : Prendre les droits au sérieux, Presses universitaires de France, 1995
- 1977 : (en) The Philosophy of Law, New York: Oxford University Press, coll. « Oxford Readings in Philosophy »
- 1985 : A Matter of Principle Ce livre inclut l'article "Is there really no right answer in hard cases?" et "Liberalism" (1978)
  - Traduction française par A. Guillain : Une question de principe Presses universitaires de France, 1996
- 1986 : Law's Empire
  - Traduction française par E. Soubrenie : L'Empire du droit, Presses universitaires de France, 1994
- 1987 : Philosophical Issues in Senile Dementia
- 1990 : A Bill of Rights for Britain
- 1990 : Foundations of Liberal Equality, The Tanner Lectures on Human Values XI, University of Utah Press
- 1993 : Life's Dominion : An Argument about Abortion, Euthanasia and Individual Freedom, New York, Knopf
- 1996 : Freedom's Law : The Moral Reading of the American Constitution, Cambridge, Harvard University Press
- 2000 : Sovereign Virtue : The Theory and Practice of Equality, Cambridge, Harvard University Press
  - Traduction française par Jean-Fabien Spitz : La Vertu souveraine, éditions Émile Bruylant, coll. « Penser le droit », 2008
- 2002 : A Badly Flawed Election: Debating Bush v. Gore, the Supreme Court, and American Democracy, New York: New Press
- 2006 : Justice in Robes
- 2006 : Is Democracy Possible Here? Principles for a New Political Debate
- 2008 : The Supreme Court Phalanx: The Court's New Right-Wing Bloc, New York: New York Review Books
- 2011 : Justice for Hedgehogs, The Belknap Press
  - Traduction française par John E. Jackson: Justice pour les hérissons - La vérité des valeurs, Genève, Labor et Fides, 2015.
- 2013 : Religion Without God, Harvard: Havard UP
  - Traduction française par John E. Jackson: Religion sans Dieu, Genève: Labor et Fides, coll. "Logos", 2014.

### Articles
- (en) Ronald Dworkin, « What is Equality? Part 1: Equality of Welfare », Philosophy & Public Affairs, vol. 10, no 3,‎ été 1981, p. 185-246 (lire en ligne)
- (en) Ronald Dworkin, « What is equality? Part 2: Equality of resources », Philosophy & Public Affairs, vol. 10, no 4,‎ automne 1981, p. 283-345 (lire en ligne)
- Ronald Dworkin, « La controverse sur l'avortement aux États-Unis », Esprit,‎ octobre 1989 (lire en ligne)
- (en) Ronald Dworkin, « Liberal Community », California Law Review, vol. 77,‎ 1989
- Ronald Dworkin, « Liberté et pornographie », Esprit,‎ octobre 1991 (lire en ligne)
- (en) Ronald Dworkin, Thomas Nagel, Robert Nozick, John Rawls, Thomas Scanlon et al., « Assisted Suicide: The Philosophers’ Brief », The New York Review of Books,‎ 27 mars 1997 (lire en ligne)
- Ronald Dworkin, « Le Suicide médicalisé », Esprit,‎ juin 1998 (lire en ligne)
- Ronald Dworkin, « George W. Bush, une menace pour le patriotisme américain », Esprit,‎ juin 2002 (lire en ligne)
- Ronald Dworkin, « Prendre les droits au sérieux en Chine », Esprit,‎ janvier 2003 (lire en ligne)

## Distinctions

### Récompenses
- 1953 : Bourse Rhodes
- 1970 : Bourse Guggenheim
- 2000 : Prix Swiney (en)
- 2006 : Prix scientifique Bilefeldskaja (de)
- 2007 : prix international en la mémoire de Ludvig Holberg[15],[16].
- 2012 : prix Balzan[8]

### Honneurs
- 2009 : Doctorat honoris causa de l'Université Harvard[17]